# Palacio Navarro Tafalla
El Palacio de los Navarro Tafalla es un edificio de Pamplona, (Navarra) construido en el siglo XVIII de estilo rococó por Juan Francisco Navarro Tafalla. Situado en el Casco Antiguo de Pamplona, muy cerca del Palacio Mutiloa, en la actualidad sirve de sede al partido PNV-EAJ.

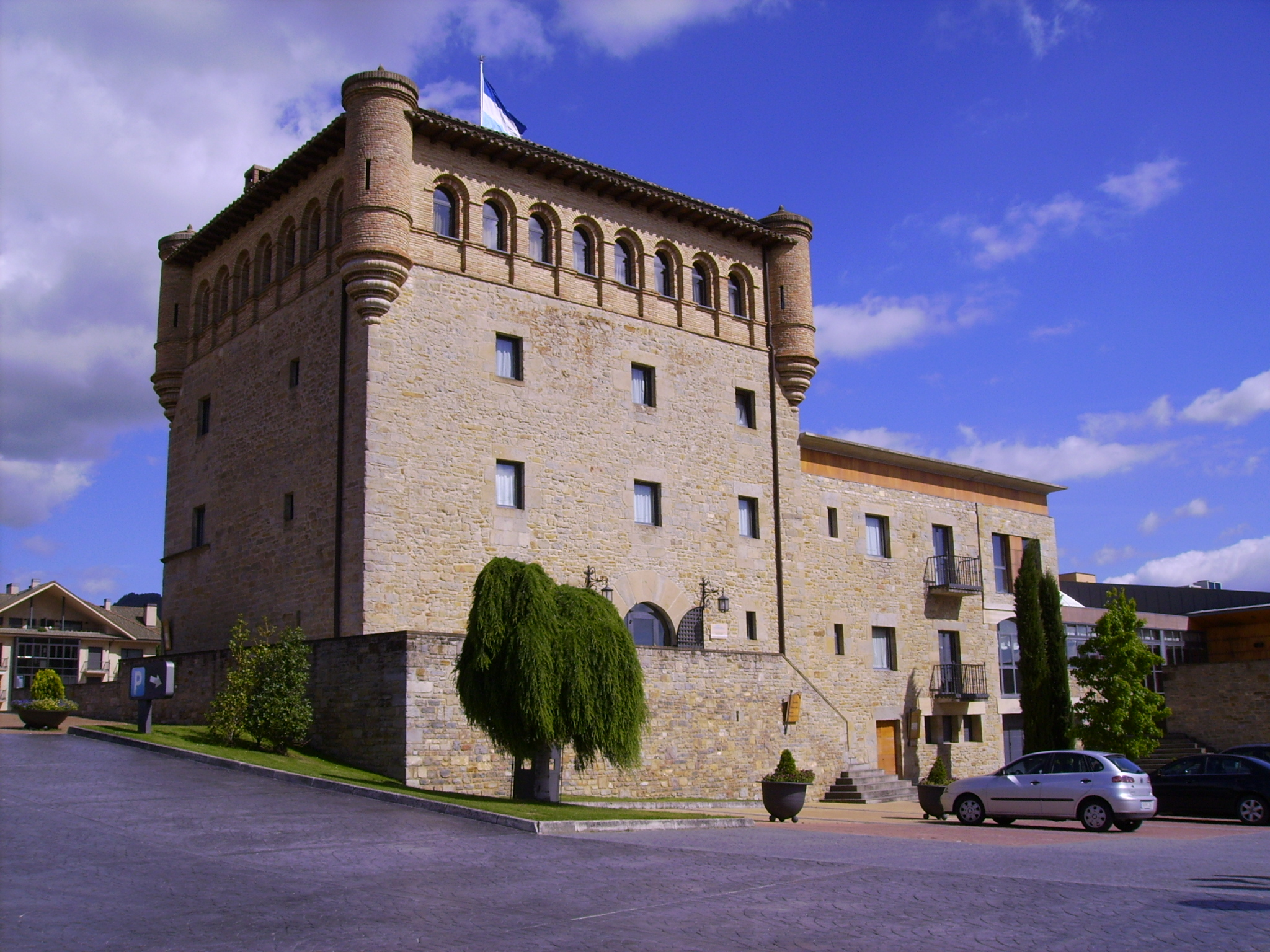
Castillo-palacio de Gorraiz. En su fachada aún se observa el escudo con las armas de Juan Navarro Tafalla.

## Contexto histórico
La figura del indiano Juan Francisco Navarro Tafalla Adán y Pérez, de quien toma el palacio su nombre, se remonta a una persona nacida en Mélida, en el seno de una modesta familia que en 1722 cruza el Océano Atlántico, junto a un hermano, al reclamo de su tío, Pedro Navarro, asentado en Potosí hacía varias décadas donde había amasado una inmensa fortuna y sin descendencia. Tanto su tío como su padre, Francisco Navarro Adán, eran oriundos de Murillo el Cuende. Su padre, viudo, en segundas nupcias se casó con Jerónima Tafalla Pérez naciendo Juan Francisco, tercero de cuatro hijos, en 1709.
Antes de su regreso a la metrópoli envió dinero para la adquisición de varias propiedades como el señorío de Gorraiz (229 hectáreas), incluyendo el palacio cabo de armería, a su propietario hasta entonces, Nicolás Ximénez Daoiz, y, algo más tarde, el señorío de Sarriguren (181 ha). Había logrado ser nombrado caballero de la Orden de Santiago en 1747. En 1756 obtiene la ejecutoria de hidalguía de la Corte Mayor de Navarra, confirmada por el Consejo Real de Navarra y gracias al apoyo de Sebastián de Eslava. Además, aprovechando esta apoyo, disfrutó de asiento en las Cortes de Navarra celebradas en 1765. Este logro, que generó «grandes diferencias con la Diputación del Reino a la hora de acreditar su nobleza» forzó la intervención del propio rey Carlos III de España.

## El edificio
En 1752 adquiere la propiedad del solar, mediante apoderamiento concedido a Martín Antonio de Villanueva para su compra, donde manda construir Juan Francisco Navarro Tafalla su nueva residencia según diseño de los arquitectos Vicente de Arizu y Francisco de Aguirre, ambos vecinos de Tafalla. Esta casa-palacio tendrá más de 500 m2 de planta.
Sobre el solar adquirido había una casa que fue derribada «a partir del 10 de abril de 1758» por Miguel Antonio Olasagarre, carpintero contratado también para desempeñar esta labor además de los ensamblajes posteriores que ejecutará en el nuevo edificio. Los trabajos incluían «la excavación del terreno y la realización de cimientos» por lo que se prolongaron hasta enero de 1759.
Los maestros de obras, Arizu y Aguirre, diseñan una planta en forma de U introduciendo un planteamiento novedoso para una Pamplona de arquitectura más convencional. Arizu ya había trabajado para el marqués de Feria en su palacio de Tafalla.
En el interior se conservan la escalera original y la escalera abovedada, predomina el estilo rococó, tiene dos cuerpos cubiertos por bóveda poligonal, con ventanas que se abren debajo de ellos. Debajo de la mitad de la bóveda, cuelga un florete de plantas. La cubierta del suelo está hecha de cañas, huesos y astrágalos, todo lo cual forma un curioso motivo floral.

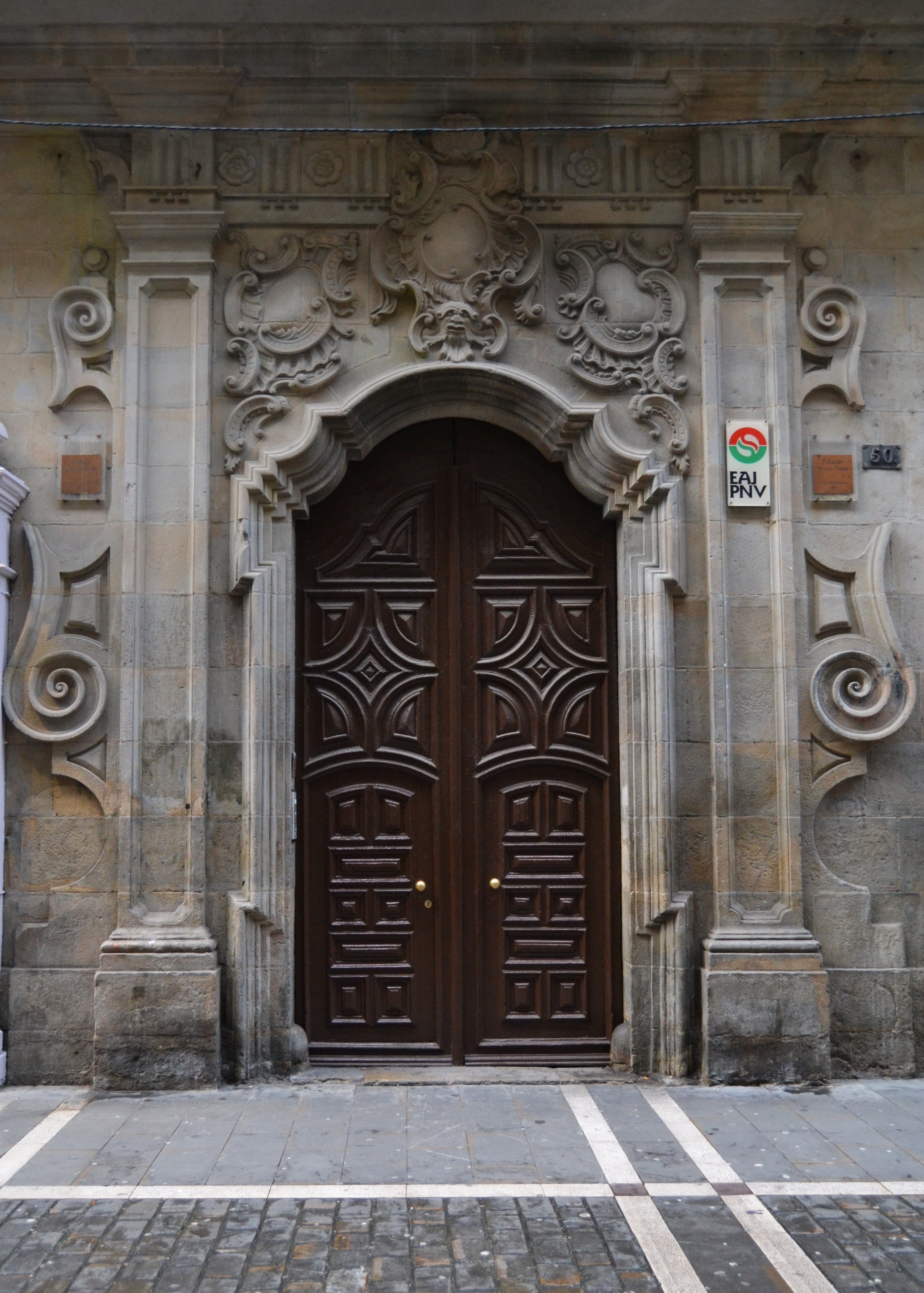
Portal del Palacio Navarro Tafalla

## De mayorazgo a sede política
El 20 de enero de 1776 se funda el mayorazgo perpetuo Navarro Tafalla que incluía «la casa principal "sita en la calle de las Zapaterías con salida a la calle nueba la qual hizo derruir y construir de nueba planta y afronta a las de don Joseph Lorenzo Baset y a la de la capellanía que goza don Felix Loreza"» entre otros bienes como el señorío de Gorraiz junto a varias propiedades en Puente la Reina, Obanos, Arraiza y Undiano.
Tras pasar por diferentes herederos, la propiedad de Rufina Ágreda, natural de Cárcar y heredera del mayorazgo, acabó en manos de Fortunato Fortún, su marido. La casa había estado alquilada a los marqueses de Guírior. Fortún fue concejal del Ayuntamiento de Pamplona y saldría elegido como diputado foral en 1863 y 1865.
El 23 de noviembre de 1862 el edificio sufrió un incendio que obligó a emprender labores de restauración. Fortún, que había supervisado la decoración del Salón del Trono del Palacio de Navarra, sede de la Diputación Foral, asumió las reparaciones del inmueble y su ornato. Tales costes, así como quiebras de negocios, sumió a Fortún en un quebranto de su patrimonio que arrastró, tras fallecer el 6 de marzo de 1880, a su viuda a la venta de la casa el 11 de abril de 1881.
Tras sucesivas herencias con la consiguiente venta de la propiedad, el 5 de mayo de 1913, mediante subasta, la adquiere Joaquín Flandes Urtasun en nombre de Jaureguizar, una sociedad anónima que reunían a personas de ideología nacionalista vasca y al cual trasladaron, en 1914, la sede del Centro Vasco (batzoki, situado en el primer piso) y del Napar Buru Batzar vinculado al Partido Nacionalista Vasco. También será en este inmueble donde tenga su sede, unos años más tarde, el diario La Voz de Navarra impreso por Tipográfica Navarra y publicado, por primera vez, el 11 de marzo de 1923.
La guerra civil española llevará a convertir el edificio en el cuartel Martínez de Espronceda al mismo tiempo que sede editora, aprovechando su infraestructura, de la publicación de Falange Española de las JONS "¡Arriba España!" lanzada a la calle por primera vez el 1 de agosto de 1936. Unos años más tarde la primera y segunda planta albergaron la sede de la Congregación Mariana de la Inmaculada y San Luis Gonzaga.
Finalmente, en 1989 la Sociedad Leyre adquirió el inmueble para venderlo al PNV que lo rehabilitó como oficinas y viviendas vendidas a particulares entre 1991 y 1992.